# Montechiaro d'Acqui
Montechiaro d'Acqui és un municipi situat al territori de la província d'Alessandria, a la regió del Piemont (Itàlia).
Limita amb els municipis de Cartosio, Castelletto d'Erro, Denice, Malvicino, Mombaldone, Ponti, Spigno Monferrato, Ponzone, Bistagno i Roccaverano.
Pertany al municipi la frazione de Montechiaro Piana.